# Peace Song
Peace Song è una canzone di Bob Sinclar, estratta come terzo singolo dall'album Born in 69 del 2009.
Il brano è stato utilizzato come sigla finale del film del 2009 Natale a Beverly Hills.

## Tracce
CD-Maxi Yellow / N.E.W.S. N01.2842.124 [be] / EAN 5414165028420
1. Peace Song (Original Radio Edit) - 3:27
2. Peace Song (Original Club Mix) - 7:55
3. Peace Song (Tristan Garner Remix) - 7:47
4. Peace Song (Nari & Milani Remix) - 6:52
5. Peace Song (Alex Gaudino & Jason Rooney Remix) - 7:29
6. Peace Song (Hardwell Remix) - 8:16
7. Peace Song (Pink Is Punk Remix) - 4:30
8. Peace Song (Pink Is Punk Dub) - 4:15
9. Peace Song (Flower Power Remix - Radio Edit) - 2:51

## Classifiche
| Classifica (2009) | Posizione più alta |
| ----------------- | ------------------ |
| Belgio (Flanders) | 21                 |
| Belgio (Wallonia) | 12                 |
| Paesi Bassi       | 79                 |